# Neovisna četrdesetosmaška stranka
Neovisna četrdestosmaška stranka bila je politička stranka lijeve orijentacije u Subotici. 
Osnovana je 1868. godine. Zvali su ih 'košutovci'.
Stranka je bila vrlo malo obzira iskazivala prema manjinama, koje je smatrala destabilizirajućim faktorom. Svako isticanje nemađarskih nacionalnih atributa smatrala je izdajom Mađarske. Vremenom se pokazalo da je Četrdesetosmaška stranka postala vrlo šovinistička prema svim nacionalnim manjinama.
Za Hrvate u Bačkoj važna je bila zbog toga što je bila vladajućom strankom u Subotici, dok su u bačkoj vladali 'vladinovci' (Deakova stranka). U Subotici su nositelji ove stranke bili neki članovi nekih pomađarenih hrvatskih obitelji (Mukić i Latinović), koji su zazirali od svog podrijetla da su čak uništavali spise svojih predaka pisanih hrvatskim. Dali su zastupnike u ugarski sabor Aurela, Ernesta i Ivana.
Još 1872. su bunjevački Hrvati iz Subotice zajedno s Mađarima osnovali zajedničku kasinu Népkör. Ondje se okupljala vladina oporba, a vremenom su ondje prevladali četrdesetosmaši, pa su ju bunjevački Hrvati stali napuštati. Vlast u Subotici izgubili su nedugo nakon početka emancipacijskih procesa Hrvata u Subotici. Nedugo nakon osnivanja Pučke kasine, Četrdesetosmaška je stranka smijenjena s vlasti.